# Craig Moore (Fußballspieler, 2005)
Craig Harry Moore (* 21. September 2005 in Arbroath) ist ein schottischer Fußballspieler, der zuletzt bei Dundee United unter Vertrag stand.

## Karriere

### Verein
Craig Moore begann seine Karriere in seiner Kindheit beim Arbroath Lads Club. Als 9-Jähriger kam er 2015 zu Dundee United. Mit 15 Jahren absolvierte er das Programm der Scottish FA Performance School, nachdem er auch für das Reserveteam und im U18-Kader von Dundee gestanden hatte. Am 11. Juni 2021 unterschrieb er seinen ersten Profivertrag beim Verein. Drei Monate später gab der erst 16-Jährige im Dezember 2021 sein Debüt als Profi. Bei einer 0:1-Niederlage gegen die Glasgow Rangers im Ibrox Stadium in der Scottish Premiership stand er in der Startelf von Trainer Tam Courts und wurde in der 70. Minute gegen Kerr Smith ausgewechselt.

### Nationalmannschaft
Craig Moore debütierte am 27. Oktober 2021 in der schottischen U17-Nationalmannschaft gegen Nordirland. In seinem zweiten Länderspiel für die U17 erzielte er ein Tor beim 3:2-Sieg über Albanien.

## Familie
Craig Moore ist der Bruder des Fußballspielers Callum Moore, der bei Forfar Athletic spielt.